# Абоимов, Иван Павлович
Ива́н Па́влович Абои́мов (6 ноября 1936, Заречное, Оренбургская область — 24 августа 2022, Москва) — советский и российский государственный деятель, дипломат. Имел дипломатический ранг чрезвычайного и полномочного посла.

## Краткая биография
Детство провёл  в Латвии. С 1955 года обучался в Лиепайском педагогическом институте, который окончил 1959 году. В 1959 году назначен заведующим отделом пропаганды и агитации Лиепайского горкома ЛКСМ Латвии.
В 1962—1963 годах — ответственный секретарь Комитета молодёжных организаций Латвийской ССР, заместитель заведующего отдела пропаганды и агитации ЦК ЛКСМ Латвии.
В 1963—1967 годах — инструктор идеологического отдела ЦК КП Латвии.
В 1967—1969 годах — заведующий сектором внешнеполитической пропаганды и зарубежных связей ЦК КП Латвии.
В 1972 году окончил Высшую дипломатическую школу МИД СССР и в том же году был назначен первым секретарём, а позднее — советником Посольства СССР в Венгрии.
В 1979—1984 годах — работал в центральном аппарате МИД СССР.
В 1984—1986 годах — советник-посланник Посольства СССР в Венгрии.
В 1986—1988 годах — начальник Управления кадров Главного управления кадров и учебных заведений, член Коллегии МИД СССР.
В 1988—1990 годах — заместитель министра иностранных дел СССР.
В 1990—1996 годах — чрезвычайный и полномочный посол СССР (с 1991 года — Российской Федерации) в Венгерской Республике. По совместительству по 22 января 1997 года представитель России в Дунайской комиссии.
С 2 ноября 1996 года — чрезвычайный и полномочный посол Российской Федерации в Финляндской Республике.
С 6 августа 1999 по 21 мая 2001 года — чрезвычайный и полномочный посол Российской Федерации на Украине.
Скончался 24 августа 2022 в Москве. Владел венгерским, английским и немецким языками.

## Награды
- Орден Почёта (21 июня 1996) — за заслуги перед государством, большой вклад в проведение внешнеполитического курса и обеспечение национальных интересов России, мужество и самоотверженность, проявленные при исполнении служебного долга
- Орден Трудового Красного Знамени
- Командор со звездой ордена Заслуг (1996, Венгрия)[1]
- медали
- Орден «Мир и дружба» (Венгрия)

## Переводы книг
- Кун Л. Всеобщая история физической культуры и спорта = Egyetemes testnevelésés sporttörténet (1978) / Пер. с венгерского И.П. Абоимова. — М.: Радуга, 1982. — 399 с.